# Park Narodowy Grutas de Cacahuamilpa
Park Narodowy Grutas de Cacahuamilpa, Cacahuamilpa – park narodowy w meksykańskim stanie Guerrero, niedaleko od miasta Taxco de Alarcón, znany przede wszystkim z Grot Cacahuamilpa, tworzących jeden z największych systemów jaskiń na świecie. Istnieje tu także mniejszy zespół jaskiń zwanych Grutas de Carlos Pacheco, oraz dwóch podziemnych rzek. Park Narodowy jest położony w górach Sierra Madre del Sur, utworzonych głównie ze skał wapiennych powstałych na dnie oceanu przed milionami lat. Groty Cacahuamilpa obejmują około 90 naturalnych komór, tzw. "salonów", z których tylko 20 udostępnionych jest publiczności. Park odwiedzany jest rocznie przez 350 tysięcy osób.
Kompleks jaskiń odkrył Manuel Sainz de la Peńa w 1834 r. W 1936 r tereny te zostały uznane jako park narodowy Meksyku.

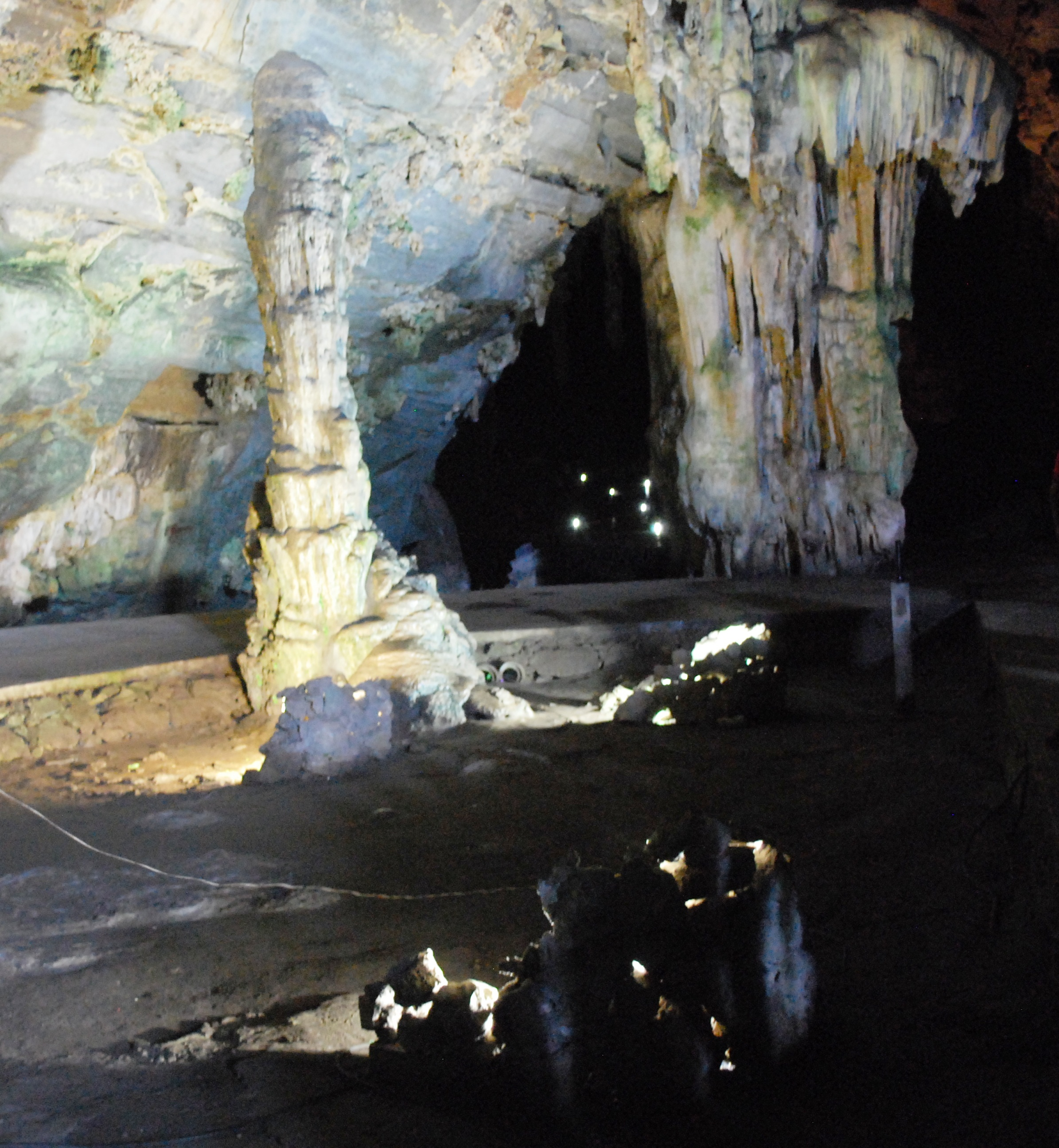
Formacje skalne w Grutas de Cacahuamilpa
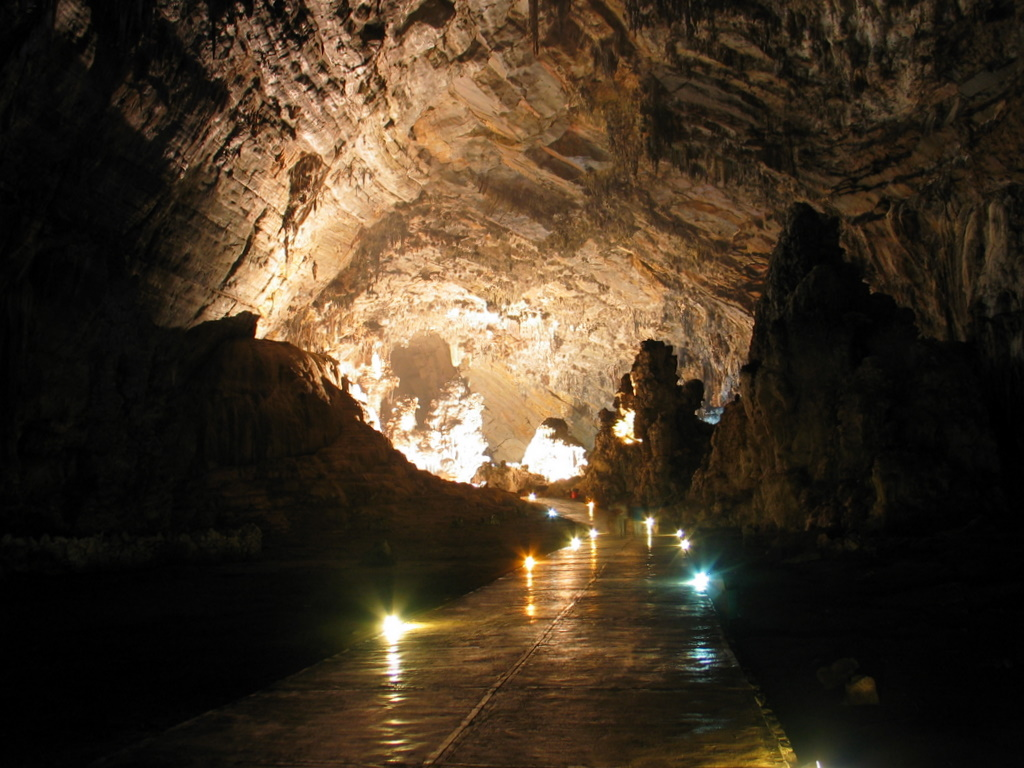
Jeden z głównych korytarzy
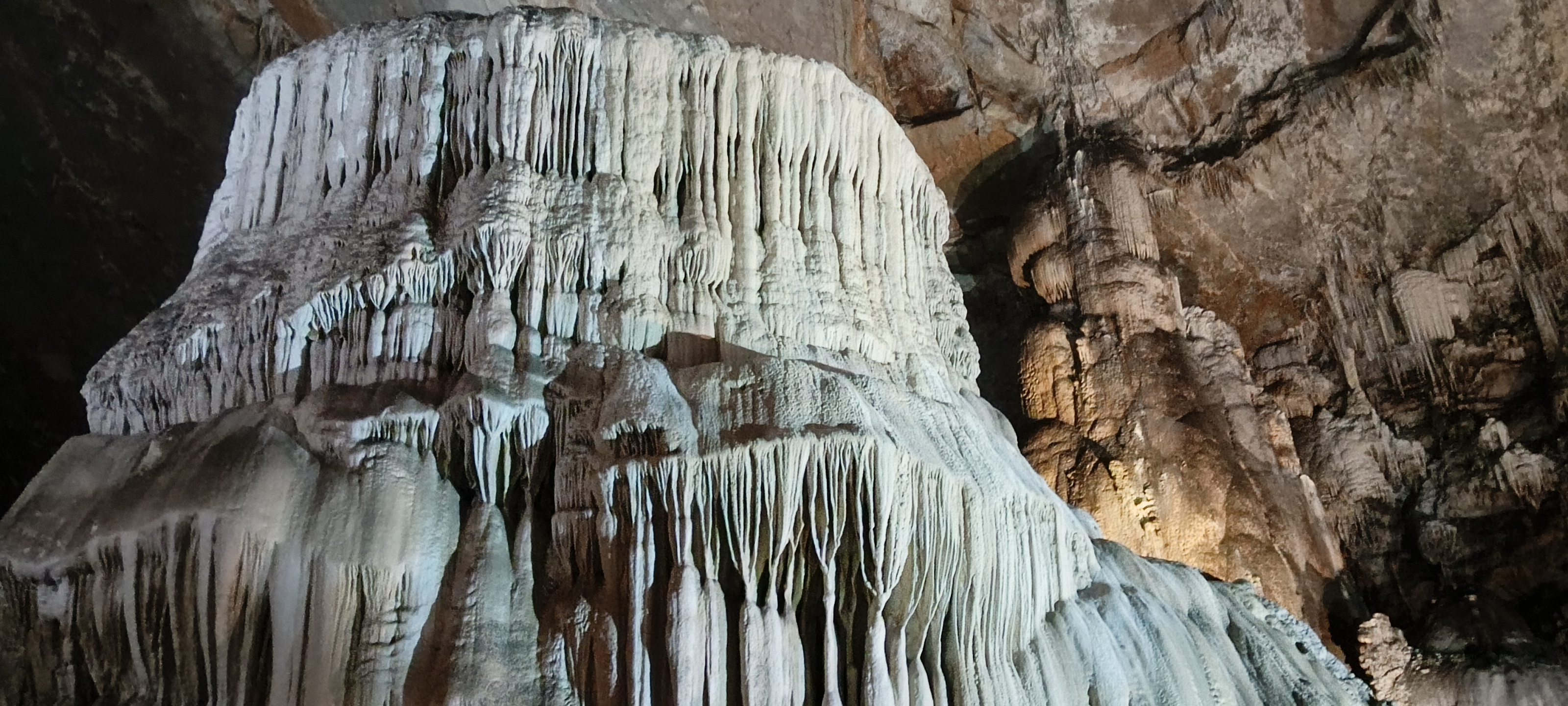
Stalagmit rozległy, formacja naciekowa w głównej jaskini Cacahuamilpa